# Sędziszów Małopolski
Sędziszów Małopolski város Lengyelország Kárpátaljai vajdaságának Ropczyce-Sędziszówi járásában. A Budzisz, a Gnojnica  és a Bystrzyca patakok partján fekszik, Rzeszówtól 23 km-re nyugatra, Ropczycétől 9 km-re keletre. Községi (gmina) központ. 2006-ban 7121 lakosa volt .

## Történelem

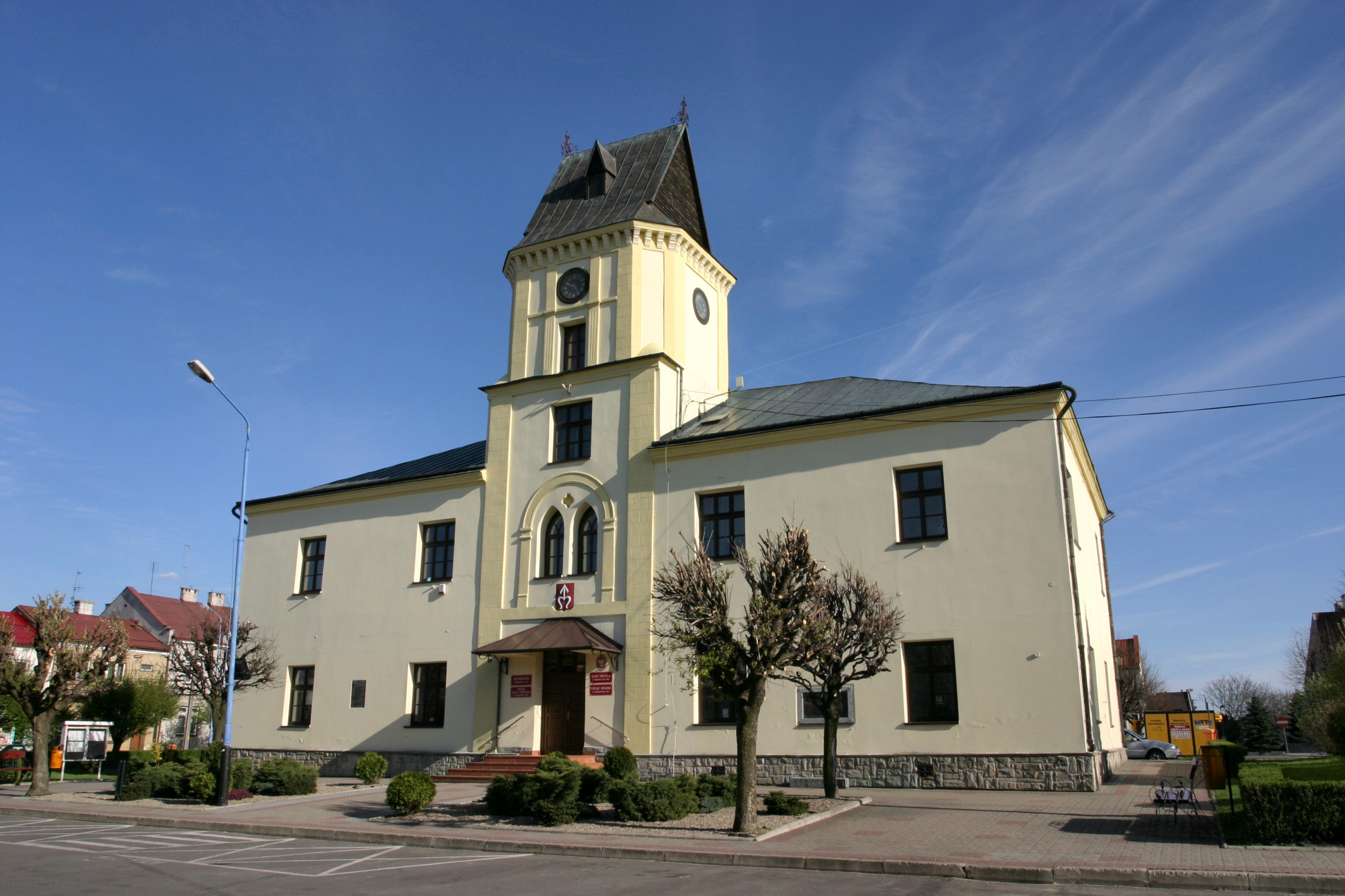
A városháza épülete

A település első írásos említése 1325-ből származik, 1483-ban kapott városi jogokat. 1512-től kezdve hetivásárai (keddenként tartották) révén fontos kereskedelmi központtá vált. 1661-ben a Potocki-család tulajdonába került, akiknek uralma alatt a történelmi városmag épületeinek zöme épült. 1772-ben Galícia részeként az osztrák monarchiához csatolták. 1817-ben egy súlyos tűzvészben a faépületek nagy része leégett. 1915-ben néhány hónapra elfoglalták az oroszok, akik kivonulásukkor felgyújtották a várost. A két világháború között jelentős fafeldolgozó ipar épült ki itt. A német megszállás alatt gettót alakítottak ki Sędziszówban, melyet 1942. július 24-én számoltak fel, a város 1500 zsidó lakosát megölték vagy koncentrációs táborba hurcolták. A város 1944. augusztus 4-én szabadult fel. 1975-1998 között a Rzeszówi vajdasághoz tartozott.

## Gazdaság
A városban bútorgyár és két gépipari üzem
(autó- és repülőgépalkatrészgyár) működik. Érinti a Krakkó-Rzeszów közötti országos főútvonal (4) és az 1858-ban épült Dębica-Rzeszów vasútvonal.

## Nevezetességek

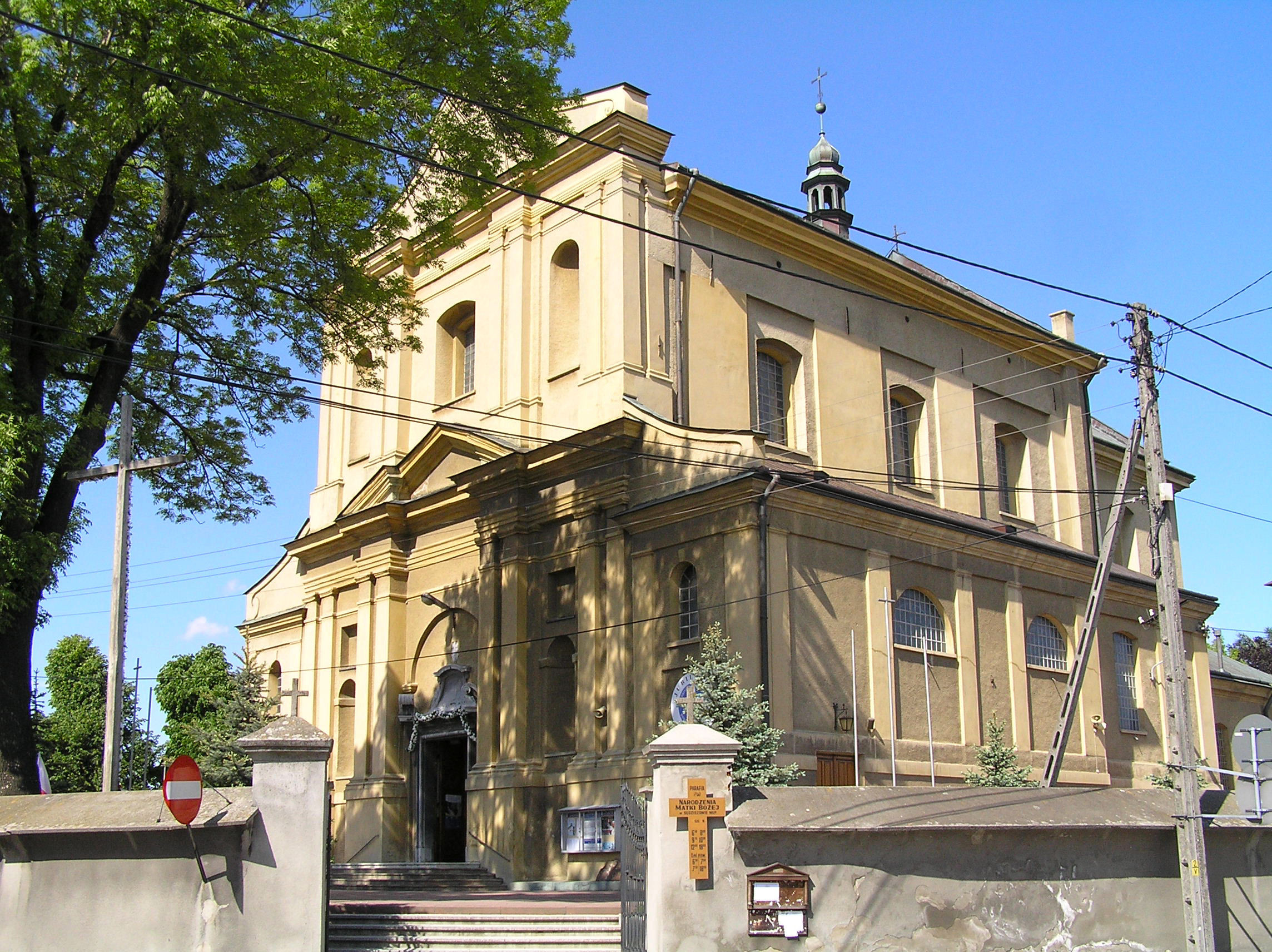
A Szűz Mária születése templom

- A városháza (ratusz) a 17. században épült, a 19. század végén kapta mai formáját.
- A Szűz Mária születése templom 1693–1699 között épült késő barokk stílusban.
- A kapucinus kolostor 1739–1741 között épült, a hozzá tartozó Szent Antal-templom 1741–1756 között.
- A temetőben álló kápolnát 1844-ben emelték.

## A Sędziszówi község
A község térképe
Közigazgatásilag a Sędziszówi községhez (területe 154,3 km², 2005-ben 22,6 ezren lakták ) a városon kívül 14 falu tartozik:
Będziemyśl, Boreczek, Borek Wielki, Cierpisz, Czarna Sędziszowska, Góra Ropczycka, Kawęczyn Sędziszowski, Klęczany, Krzywa, Ruda, Szkodna, Wolica Ługowa, Wolica Piaskowa, Zagorzyce.

## Testvérvárosa
- Budapest XXIII. kerülete, Magyarország (2023)